# Pahlawan (Iran)
Pahlawan – wieś w Iranie, w ostanie Azerbejdżan Zachodni, w szahrestanie Takab. W 2006 roku liczyła 10 mieszkańców.